# آفونسینیو
آفونسینیو (پرتغالی: Afonsinho; ۸ مارس ۱۹۱۴ – ۲۰ فوریهٔ ۱۹۹۷) بازیکن فوتبال اهل برزیل بود.
از باشگاه‌هایی که در آن بازی کرده‌است می‌توان به باشگاه فوتبال آمریکا (ریو دو ژانیرو)، باشگاه فوتبال فلومیننزه، و باشگاه فوتبال فلامینگو اشاره کرد.
وی همچنین در تیم ملی فوتبال برزیل بازی کرده‌است.